# Nokturny op. 32 (Chopin)
Nokturny op. 32 Fryderyka Chopina (Nokturn H-dur i Nokturn As-dur) – nokturny skomponowane w latach 1836–1837. Wydane w 1837 r. w Londynie i w 1838 r. w Berlinie, dedykowane Kamili Billing De Courbonne.

## Nokturn H-dur op. 32 nr 1
Nokturn, zwracający uwagę przede wszystkim swoim oryginalnym zakończeniem. Jak pisze, Ferdynand Hoesick, pisarz, historyk literatury, muzykograf i wydawca, żyjący na przełomie XIX i XX wieku, pojawiający się pod koniec utworu „złowieszczy recytatyw” przynosi zakończenie „urągające wszelkim regułom”.

## Nokturn As-dur op. 32 nr 2
Nokturn powstały w latach 1836–1837, trzyczęściowy. Skomponowany w tonacji As–dur. Część druga przebiega z początku f–moll, potem w fis–moll.